# Росарио
Росарио (шп. Rosario) је град у Аргентини у покрајини Санта Фе. Према процени из 2005. у граду је живело 923.823 становника, и трећи је град по величини у Аргентини. Налази се око 300 km северозападно од Буенос Ајреса, на западној обали реке Парана. Росарио је важан индустријски град, железничко раскршће и речна лука до које могу да доплове и прекоокеански бродови.
Мост преко реке Парана, дугачак 300 m, отворен је 2003. Он повезује Росарио са градом Викторија.
У овом граду је рођен велики марксистички револуционар, кубански герилски вођа и теоретичар, лекар, дипломата и писац, Ернесто Гевара де ла Серна, познатији као Че Гевара (14. јун 1928).

## Географија

### Клима
| Клима (Росарио)             | Клима (Росарио) | Клима (Росарио) | Клима (Росарио) | Клима (Росарио) | Клима (Росарио) | Клима (Росарио) | Клима (Росарио) | Клима (Росарио) | Клима (Росарио) | Клима (Росарио) | Клима (Росарио) | Клима (Росарио) | Клима (Росарио) |
| Показатељ \ Месец           | .Јан.           | .Феб.           | .Мар.           | .Апр.           | .Мај.           | .Јун.           | .Јул.           | .Авг.           | .Сеп.           | .Окт.           | .Нов.           | .Дец.           | .Год.           |
| --------------------------- | --------------- | --------------- | --------------- | --------------- | --------------- | --------------- | --------------- | --------------- | --------------- | --------------- | --------------- | --------------- | --------------- |
| Апсолутни максимум, °C (°F) | 39,4 (102,9)    | 38,9 (102)      | 37,0 (98,6)     | 32,6 (90,7)     | 31,2 (88,2)     | 27,2 (81)       | 30,1 (86,2)     | 33,4 (92,1)     | 31,4 (88,5)     | 34,8 (94,6)     | 37,6 (99,7)     | 39,2 (102,6)    | 39,4 (102,9)    |
| Средњи максимум, °C (°F)    | 30,8 (87,4)     | 29,5 (85,1)     | 27,0 (80,6)     | 23,4 (74,1)     | 20,2 (68,4)     | 16,5 (61,7)     | 16,4 (61,5)     | 18,3 (64,9)     | 20,7 (69,3)     | 23,6 (74,5)     | 26,6 (79,9)     | 29,5 (85,1)     | 23,5 (74,3)     |
| Просек, °C (°F)             | 24,2 (75,6)     | 23,1 (73,6)     | 20,8 (69,4)     | 17,1 (62,8)     | 13,7 (56,7)     | 10,3 (50,5)     | 10,3 (50,5)     | 11,5 (52,7)     | 13,9 (57)       | 17,3 (63,1)     | 20,3 (68,5)     | 23,0 (73,4)     | 17,1 (62,8)     |
| Средњи минимум, °C (°F)     | 17,7 (63,9)     | 17,0 (62,6)     | 15,2 (59,4)     | 11,7 (53,1)     | 8,3 (46,9)      | 5,3 (41,5)      | 5,3 (41,5)      | 5,7 (42,3)      | 7,6 (45,7)      | 10,9 (51,6)     | 13,8 (56,8)     | 16,4 (61,5)     | 11,2 (52,2)     |
| Апсолутни минимум, °C (°F)  | 7,0 (44,6)      | 6,2 (43,2)      | 3,1 (37,6)      | 0,0 (32)        | −4,2 (24,4)     | −5,7 (21,7)     | −6,9 (19,6)     | −5,8 (21,6)     | −4,8 (23,4)     | −1,2 (29,8)     | 2,7 (36,9)      | 5,1 (41,2)      | −6,9 (19,6)     |
| Количина падавина, mm (in)  | 104,5 (41,14)   | 116,4 (45,83)   | 164,6 (64,8)    | 79,7 (31,38)    | 46,7 (18,39)    | 36,6 (14,41)    | 36,8 (14,49)    | 36,7 (14,45)    | 61,6 (24,25)    | 91,8 (36,14)    | 98,3 (38,7)     | 120,0 (47,24)   | 993,7 (391,22)  |
| [ тражи се извор ]          |                 |                 |                 |                 |                 |                 |                 |                 |                 |                 |                 |                 |                 |

## Становништво
Према процени, у граду је 2005. живело 923.823 становника.
| 1980.   | 1991.   | 2001.   |
| ------- | ------- | ------- |
| 794.127 | 907.718 | 908.163 |